# Daniel Vivian Moreno
Daniel Vivian Moreno (nascut el 5 de juliol de 1999) és un futbolista professional basc que juga com a central al club de la Lliga Athletic Club i a la selecció espanyola.

## Carrera de club
Nascut a Vitòria-Gasteiz, Àlaba, País Basc (de pare de Vilardevós a la província d'Ourense, i mare de Talavera de la Reina a la província de Toledo), Vivian va representar al CD San Viator, Deportivo Alavés, CD Lakua i CD Ariznabarra abans d'incorporar-se al Santutxu FC el 2015. Va ser destinat a la plantilla Juvenil C del Santutxu, dirigida per Ibai Gómez. El juny de 2016 es va traslladar a l'Athletic Club, sent inicialment membre del CD Basconia, l'equip de formació del club a Tercera Divisió.
Vivian va fer el seu debut com a sènior el 27 d'agost de 2016, començant com a titular en un empat 1-1 fora de casa contra el Bermeo FT. Va fer el seu debut amb el filial el 15 d'octubre de l'any següent, començant de titular en una golejada per 4-1 contra el Peña Sport, de Segona Divisió B.
L'11 d'agost de 2020, Vivian va renovar el seu contracte fins al 2023 i va ascendir definitivament al primer equip de la primera divisió. L'endemà, però, va ser cedit al CD Mirandés de Segona Divisió per a la temporada 2020-21. Vivian va fer el seu debut com a professional amb el Mirandés el 13 de setembre de 2020, començant en un empat 0-0 a casa contra l'AD Alcorcón. Va marcar el seu primer gol com a professional el 12 de febrer següent, en un empat 3-3 a casa contra el Girona FC, i va acabar la campanya com a titular després de contribuir amb 32 aparicions.
El 16 d'agost de 2021 va debutar a la Lliga amb l'Athletic, en un empat sense gols contra l'Elx a l'Estadi Martínez Valero. L'11 de setembre va marcar el seu primer gol amb el club a San Mamés, en una victòria per 2-0 al RCD Mallorca, rematant de cap una centrada d'Iker Muniain. El febrer de 2022, després d'unes bones actuacions, va renovar el seu contracte per quatre anys més. El 20 de febrer de 2022, va marcar el primer gol d'un derbi basc contra la Reial Societat a San Mamés, que va acabar 4-0 pels lleons.
Després de la marxa d'Iñigo Martínez i els problemes de lesions de Yeray Álvarez a l'inici de la temporada 2023-24, els relativament inexperts Vivian i Aitor Paredes (de 24 i 23 anys respectivament) van formar una associació defensiva eficaç, mentre l'equip es va desafiar a la part alta de la taula, i va guanyar la Copa del Rei per posar fi a la seqüència infructuosa de 40 anys del club a la competició. El juny de 2024, va signar un nou contracte fins al 2032.

## Carrera internacional
Vivian va debutar amb la selecció del País Basc el maig del 2019, en un empat 0-0 contra el Panamà per al qual es va seleccionar una selecció petita, juvenil i sense experiència.
Vivian va debutar amb la selecció espanyola sènior el 22 de març de 2024 en un amistós contra Colòmbia. El 7 de juny de 2024, després d'una temporada en què l'Athletic va encaixar el segon menys gols de la campanya de la lliga, va ser seleccionat a la plantilla de 26 jugadors per a la UEFA Euro 2024. El 24 de juny va fer la seva primera aparició a l'Eurocopa contra Albània, jugant el partit complet; també va actuar com a suplent a la victòria de semifinals contra França el 9 de juliol, en una competició en què finalment Espanya va guanyar el torneig.

## Palmarès
Athletic de Bilbao
- Copa del Rei: 2023–24[17]

Espanya
- Campionat d'Europa de la UEFA: 2024[23]